# Kebadongan
Kebadongan is een bestuurslaag in het regentschap Kebumen van de provincie Midden-Java, Indonesië. Kebadongan telt 2501 inwoners (volkstelling 2010).